# 16.º distrito local de Baja California
El 16.º distrito electoral local de Baja California es uno de los 17 distritos electorales en los que se encuentra dividido el territorio del estado de Baja California. Actualmente, su cabecera es Ensenada.
Desde el proceso de redistritación de 2015, y después de las elecciones de 2019, el distrito será la zona del Valle de Guadalupe y la ciudad de Ensenada.

## Distritaciones anteriores

### Distritación 1998
En 1998, se crea el 16.º distrito local para las elecciones de ese año. El distrito correspondía a la zona sur del municipio de Tijuana y Playas de Rosarito.

### Distritación 2004
En 2004, el distrito queda abarcando solamente el municipio de Playas de Rosarito. 

### Distritación 2013
En esta elección, el distrito fue movido a la zona sur de Tijuana.

### Distritación 2019
El distrito representa ahora a la ciudad de Ensenada y la zona del Valle de Guadalupe.

## Diputados electos
| Cabecera distrital | Legislatura | Diputado                           | Partido |
| ------------------ | ----------- | ---------------------------------- | ------- |
| Tijuana            | XVI         | Jaime Cleofas Martínez Veloz       |         |
| Tijuana            | XVII        | María Rosalva Martín Navarro       |         |
| Rosarito           | XVIII       | Silvano Abarca Macklis             |         |
| Rosarito           | XIX         | Catalino Zavala Márquez            |         |
| Rosarito           | XX          | Elisa Rosana Soto Agüero           |         |
| Rosarito           | XXI         | Rodolfo Olimpo Hernández Bojórquez |         |
| Tijuana            | XXII        | Bernardo Padilla Muñoz             |         |
| Ensenada           | XXIII       | Claudia Josefina Agatón Muñiz      |         |
| Ensenada           | XXIV        | Claudia Josefina Agatón Muñiz      |         |
| Ensenada           | XXV         | Diego Alejandro Lara Arregui       |         |